# Flash and circle

Le "flash and circle"

Le flash and circle (en français: L'Éclair et le cercle) est un symbole politique utilisé par plusieurs organisations. Il a été utilisé pour la première fois par la British Union of Fascists (BUF) et a été adopté en 1935. La BUF avait initialement utilisé les faisceaux comme symbole, d'abord sur un disque noir sur fond or, puis en or avec un éclair traversant c'est sur un fond noir. L'éclair et le cercle ont été conçus comme une représentation plus abstraite du concept des faisceaux de lumière incorporant l'éclair du drapeau de 1933 dans un « cercle d'unité » et les couleurs nationales britanniques de rouge, blanc et bleu. Le mouvement d'après-guerre d'Oswald Mosley, l'Union Movement et son initiative du Parti national de l'Europe ont continué à utiliser le flash.
Le National Renaissance Party a adopté l'éclair dans un cercle comme symbole, remplaçant ainsi l'utilisation du swastika par James Hartung Madole. Il décorait leur tribune et était porté sur leur brassard.
Un logo similaire a été adopté par le Blocco Studentesco, l'aile jeunesse du mouvement italien CasaPound en 2006. Le groupe a été accusé de propagande fasciste.